# Рашит Нігматі
Рашит Нігматі (справжнє ім'я і прізвище — Рашит Нігматулович Нігматулін; 1909, Самарська область — 1959, Уфа) — башкирський радянський дитячий письменник, поет і драматург, перекладач. Народний поет Башкирської АРСР (1959). Член ВКП (б) з 1944 року.

## Біографія
Писати вірші почав у 17 років. У 1930 році закінчив робітфак міста Уфи і з наступного року почав трудову діяльність в туймазинській районній газеті «Ленин юлы» (зараз «Туймазинський вісник»).
Кількома роками пізніше його вірші і статті стали користуватися величезною популярністю в республіці і були помічені у владних структурах. Тоді в 1938 році Рашит Нігматі був обраний на пост відповідального секретаря правління при Союзі Письменників Башкирської АРСР і призначений на посаду редактора в Національне книжкове видавництво. У роки Великої Вітчизняної війни відзначився поемою «Листи твоєї нареченої», яка принесла йому всесоюзну славу і популярність.
Переклав башкирською мовою «Слово о полку Ігоревім», твори О. С. Пушкіна, М. Ю. Лермонтова, С. П. Злобіна, В. В. Маяковського та ін. Автор п'єс «Лікар Гімранов», «На березі Агидели» («Ағиҙел ярында», 1950), «Ліс шумить» («Урман шаулай», 1942), «Його зірка» («Уның йондоҙо», 1948). Друкувався в журналі для дітей та юнацтва башкирською мовою Аманат, написав для дітей збірку віршів «Відповіді на питання моєї дочки» («Ҡыҙымдың hopayҙарына яуаптар», 1944), поему «Подорож в майбутнє» («Киләсәккә сәйәхәт», 1947) та ін .